# Obwodnica Szczęsnego
Obwodnica Szczęsnego – dwujezdniowa trasa umożliwiająca obejście Szczęsnego w ciągu drogi krajowej nr 53. Przebiega przez teren gminy Purda.

## Przebieg
Droga rozpoczyna się na węźle Olsztyn Pieczewo. Jest to jeden z węzłów obwodnicy Olsztyna, przy okazji której powstała obwodnica Szczęsnego. Szczęsne obchodzi od strony południowej. Odcinek kończy się rondem turbinowym. Drogę oddano do użytku w 2019.